# Secret Valentine
Secret Valentine è un EP del gruppo emo-pop statunitense We the Kings, pubblicato nel 2010.

## Tracce
1. Secret Valentine (radio mix) - 4:01
2. Feel Good Inc. - 4:30
3. Make It or Not - 3:11
4. Bring Out Your Best - 3:56
5. Secret Valentine (versione acustica) - 3:48

iTunes bonus track
1. There Is a Light (feat. Martin Johnson) - 3:56

## Formazione
- Travis Clark - voce, chitarra
- Danny Duncan - batteria
- Drew Thomsen - basso
- Hunter Thomsen - chitarra, voce

## Classifiche
- Pop Songs: numero 40[2]